# Heinrich Wiegand (Sänger)
Josef Anton Heinrich Wiegand (* 9. September 1842 in Fränkisch-Crumbach, Odenwald; † 28. Mai 1899 in Frankfurt am Main) war ein deutscher Opernsänger (Bass).

## Leben
Er sang zu Zürich, Köln, von 1873 bis 1877 in Frankfurt am Main, 1877 in Nordamerika mit der Adams-Pappenheim-Truppe, 1878 bis 1882 am Leipziger Stadttheater, dann an der Wiener Hofoper, 1884 bis 1890 an der Hamburger Staatsoper und zuletzt an der Münchener Hofoper. Wiegand wirkte bei den Nibelungen-Aufführungen in Berlin 1881 und London 1882 mit, sang 1886 in Bayreuth den Gurnemanz und König Marke. 1897 verfiel er dem Irrsinn.